# Eleccions presidencials de São Tomé i Príncipe de 2001
Les Eleccions presidencials de São Tomé i Príncipe de 2001 van tenir lloc el 20 de juliol de 2001. Foren les terceres eleccions presidencials des de la introducció del sistema multipartidista en 1990. El president sortint Miguel Trovoada tenia constitucionalment prohibit participar en les eleccions per haver servit el màxim de dos termes de cinc anys. Els dos principals candidats al càrrec foren Fradique de Menezes, un ric empresari, i Manuel Pinto da Costa, antic president i fundador de l'antic partit únic, el MLSTP-PSD. Les eleccions, considerades lliures i justes per observadors internacionals, foren guanyades en la primera volta per Menezes. Va jurar com a tercer president de São Tomé i Príncipe el 3 de setembre de 2001. La participació fou del 70,7%.

## Resultats
| Candidats, partits             | Vots   | %      |
| ------------------------------ | ------ | ------ |
| Fradique de Menezes, ADI       | 25,896 | 55.18  |
| Manuel Pinto da Costa, MLSP/PS | 18,762 | 39.98  |
| Carlos Tiny                    | 1,532  | 3.26   |
| Victor Monteiro                | 410    | 0.87   |
| Francisco Fortunato Pires      | 332    | 0.71   |
| Total (Participació 70.7%)     | 46,932 | 100.00 |
| Votants registrats             | 67.374 |        |
| Total de votants               | 47,635 |        |
| Vots nuls                      | 703    |        |

Nota: Els resultats oficials publicats pel Tribunal Suprem van ser: Menezes (54.36%), Trovoada (39.39%), Tiny (3.22%), Monteiro (0.86%), Pires (0.68%), Nuls/en blanc (1.49%). Els percentatges de la taula exclouen els vots nuls/en blanc.